# Kathleen Clarke
Kathleen Clarke (irisch Caitlín Bean Uí Chléirigh, * 11. April 1878 in Limerick; † 29. September 1972 in Liverpool) war eine irische Politikerin und Senatorin. 1939 wurde sie zur ersten weiblichen Oberbürgermeisterin von Dublin gewählt.

## Leben
Sie wurde 1878 als Kathleen Daly in Limerick geboren. Ihr Vater Edward Daly war ein aktiver Fenier und irischer Nationalist. Da der Vater früh verstarb, kümmerte sich ihr Onkel John um das junge Mädchen und ihre Geschwister. Im März 1899 lernte sie Thomas James Clarke kennen. Clarke war ein sehr aktives Mitglied in der Irish Republican Brotherhood (IRB) und hatte gerade eine langjährige Haftstrafe hinter sich. Trotz des großen Altersunterschieds von über 20 Jahren heirateten die beiden im Jahre 1901 in New York. Aus der Ehe gingen drei Söhne hervor: John Daly (* 1902), Tom Junior (* 1908) und Emmet (* 1910). Im Jahre 1907 kehrte das Paar nach Irland zurück, um sich aktiv am Kampf für die irische Unabhängigkeit zu beteiligen.
In Dublin betrieb das Ehepaar einen Tabakwarenladen und Kathleen Clarke begann sich in republikanischen Organisationen zu engagieren. So wurde sie im Jahr 1914 ein Gründungsmitglied von Cumann na mBan (deutsch „Liga der Frauen“). Sie sollte die Unterstützung der irischen Frauen für die Irish Volunteers organisieren. Am Osteraufstand von 1916 war sie nicht aktiv beteiligt. Man hatte ihr aber die Aufgabe übertragen, sich um die Unterstützung der Familien der Aktivisten zu kümmern. Nachdem der Aufstand gescheitert war, wurde ihr Mann am 3. Mai 1916 und ihr jüngerer Bruder Edward Daly einen Tag später hingerichtet. Kurz darauf erlitt sie eine Fehlgeburt. Trotz dieser persönlichen Schicksalsschläge organisierte sie dennoch die finanzielle Unterstützung der Hinterbliebenen des Aufstandes.
Ihre politische Karriere setzte sie danach bei Sinn Féin fort. Schon 1917 wurde Clarke in die Exekutive der Partei gewählt. Ein Jahr später wurde sie, aufgrund ihrer politischen Aktivitäten, verhaftet und saß bis zum Frühjahr 1919 im Holloway Frauengefängnis in London. Dort knüpfte sie Kontakte zu anderen weiblichen Aktivisten, wie Countess Markievicz und Maud Gonne. Während des Irischen Unabhängigkeitskriegs stand sie unter ständiger Beobachtung der britischen Behörden. Dennoch blieb sie politisch aktiv und gewährte auch verfolgten Republikanern Unterschlupf. Schließlich wurde sie Vorsitzende eines Sinn Féin-Gerichtes in Dublin. Als 1921 der Anglo-Irische Vertrag unterzeichnet wurde, gehörte Kathleen Clarke zu den lautstärksten Gegnern des Abkommens, da sie dieses Abkommen für Verrat an der Idealen hielt, für die ihr Mann und ihr Bruder gestorben waren.
Im Jahre 1921 wurde sie als Abgeordnete des Wahlkreises Dublin Mid West in den zweiten Dáil Éireann, das irische Parlament, gewählt. Dieses Mandat verlor sie aber, aufgrund ihrer Ablehnung des Anglo-Irischen Vertrages, schon ein Jahr später wieder. 1926 folgte sie Eamon de Valera, als er seine neue Partei Fianna Fáil gründete. Von Juni bis September 1927 saß Clarke für den Wahlkreis Dublin North im 5. Dáil. Von 1928 bis 1936 war sie Mitglied des irischen Senats. In den 1930er Jahren nahm sie eine zunehmend kritische Haltung zu ihrer Partei ein. Insbesondere das konservative Bild von der Rolle der Frau und die Verfassung von 1937 stießen bei Clarke auf Ablehnung. 1939 wurde sie dennoch für Fianna Fáil zur ersten weiblichen Oberbürgermeisterin von Dublin gewählt. Bei ihrem Einzug in das Mansion House, ihrem Amtssitz, ließ sie als erstes die Porträts britischer Monarchen entfernen und ersetzte die alte englische Amtskette aus dem 17. Jahrhundert durch eine in Irland gefertigte Amtskette.
Nach dem Ablauf ihrer Amtszeit 1941 zog sie sich weitgehend aus dem politischen Leben zurück, engagierte sich an mehreren Krankenhäusern und kümmerte sich um die Gräber gefallener Nationalisten. Aus der zunehmenden Entfremdung mit Fianna Fáil zog sie 1943 die Konsequenzen und verließ die Partei. 1948 versuchte sie noch einmal ein politisches Comeback, als sie vergeblich versuchte, für die Partei Clann na Poblachta einen Parlamentssitz zu erringen. Im Jahre 1965 verließ Kathleen Clarke Irland, um bei ihrem jüngsten Sohn Emmet in Liverpool zu leben. Dort starb sie 1972. Ihr Leichnam wurde nach Irland überführt, wo sie ein Staatsbegräbnis erhielt. Ihr Grab befindet sich auf dem Deansgrange Cemetery in Dublin.
Kathleen Clarke gehörte zu den einflussreichsten und streitbarsten Frauen in der irischen Politik der ersten Hälfte des 20. Jahrhunderts. Ihre Hauptanliegen waren die irische Unabhängigkeit und eine stärkere Rolle der Frauen in der Gesellschaft. Für diese Ziele trat sie entschlossen und leidenschaftlich, manchmal auch mit einer Portion Sturheit, ein. Nach der Hinrichtung ihres Mannes pflegte sie sich als Mrs. Tom Clarke vorzustellen, um die Verpflichtung, die sie gegenüber den politischen Zielen ihres Mannes empfand, zu betonen.